# Commiato di Cristo dalla madre (Lotto)

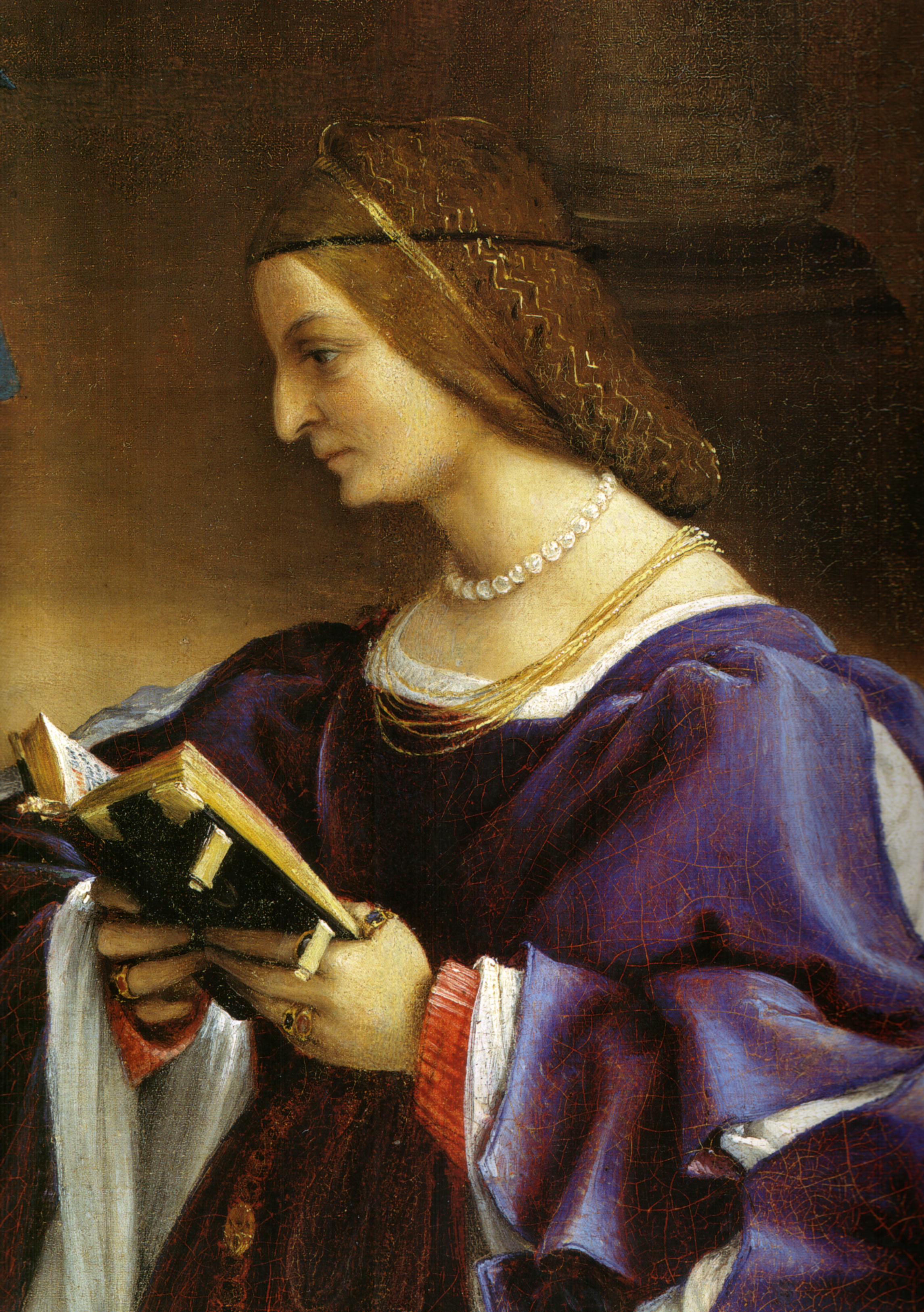
Elisabetta Rota

Il Commiato di Cristo dalla madre è un dipinto a olio su tela (126x99 cm) di Lorenzo Lotto, datato 1521 e conservato nella Gemäldegalerie a Berlino. L'opera è firmata e datata "Laurentjo / Lotto Pictor / 1521". 

## Storia
L'opera venne eseguita lo stesso anno della Pala di Santo Spirito e la Pala di San Bernardino per la nobildonna bergamasca Elisabetta Rota, che è ritratta in basso a destra. Essa era moglie di Domenico Tasso, che pure fu estimatore di Lotto commissionandogli due opere, un San Girolamo e una Natività. In quest'ultima compariva un ritratto inginocchiato del committente ed è assai probabile che facesse pendant con la tela del Commiato di Berlino.
L'opera ha alcune affinità con il piccolo Commiato di Correggio a Londra, tanto da indurre a pensare che l'artista veneto avesse potuto conoscere il lavoro del suo contemporaneo emiliano. È questo, in realtà, solo uno dei molti punti di contatto che si possono riscontrare fra la ricerca artistica dei due pittori sul cui rapporto, tuttavia, non si dispone di alcun dato documentario.

## Descrizione e stile
L'episodio del commiato di Cristo dalla madre deriva dalla tradizione popolare, non evangelica, ma largamente descritta nella letteratura devozionale. Prima di partire per Gerusalemme, alla vigilia della cosiddetta Settimana Santa, Gesù si congedò da Maria la quale, conscia del destino tragico del figlio, sviene per il dolore. Il centro della scena è occupato proprio da questa rappresentazione, con Gesù umilmente in ginocchio e la Vergine che si lascia andare dal dolore, retta dalle pie donne e san Giovanni apostolo. A sinistra si affacciano alla scena san Pietro e san Giacomo maggiore. 
Lo schema compositivo si basa su quello delle annunciazioni: non a caso si vede nello sfondo un giardino e la camera da letto di Maria. Le figure monumentali richiamano, nel patetismo espressivo e popolaresco, le statue di Gaudenzio Ferrari nel Sacro Monte di Varallo.
A destra si vede la committente inginocchiata e assorta nella lettura di un libro, con un cagnolino vicino, simbolo di fedeltà. La donna non guarda la scena principale, come se essa fosse una sua evocazione mentale, conformemente alle pratiche devozionali dell'epoca che invitavano i fedeli a visualizzare mentalmente gli episodi della vita di Cristo. L'attualizzazione dell'episodio è sottolineata anche dall'ambientazione, composta da una stanza con colonnati e con un loggiato davanti al quale si vede un giardino recintato, un hortus conclusus. La grande volta a botte, che richiama le opere del Cinquecento lombardo, è illuminata da un grande oculo, la cui luce si proietta sul soffitto: ciò fa capire che l'ora della rappresentazione è l'alba, quella della nuova era cristiana che inizia col sacrificio di Cristo.
Nella stanza si trovano dispiegati alcuni dettagli di vivo realismo, come il gatto che passeggia furtivo, riflettendo la luce nelle pupille. In primo piano si vede una natura morta parziale: un ramo di ciliegio, un agrume e un cartiglio, che probabilmente interagivano con la cornice (il foglio sembra infatti infilato illusionisticamente tra la tela e la cornice), alludendo a significati simbolici non completamente chiariti. Una scalta prospettica come a unire due realtà quella virtuale del dipinto, e quella reale dell'osservatore. La scelta dei colori è basata su toni squillanti e accostati in modo da creare vivaci contrasti.

## Altre immagini

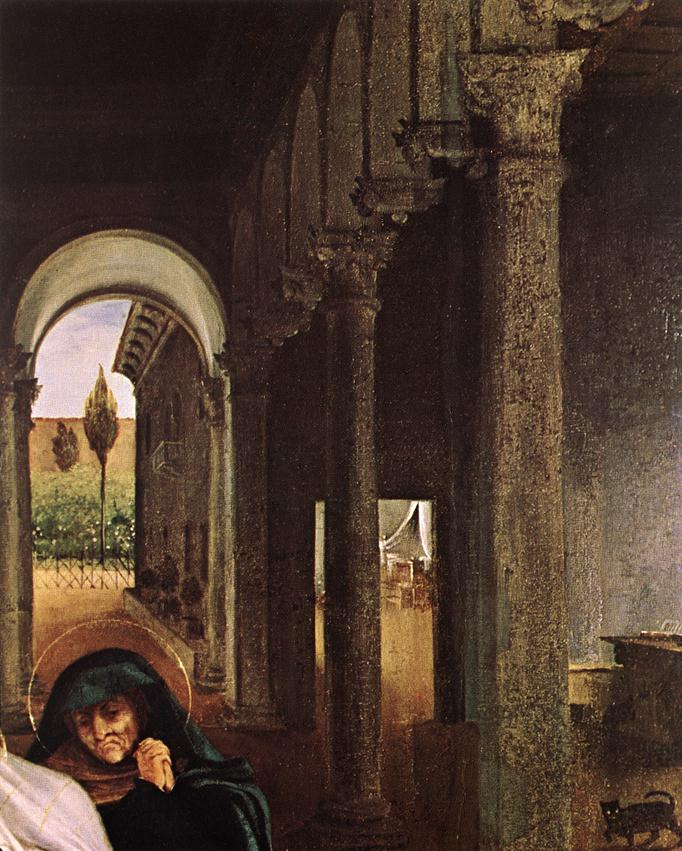
Dettaglio
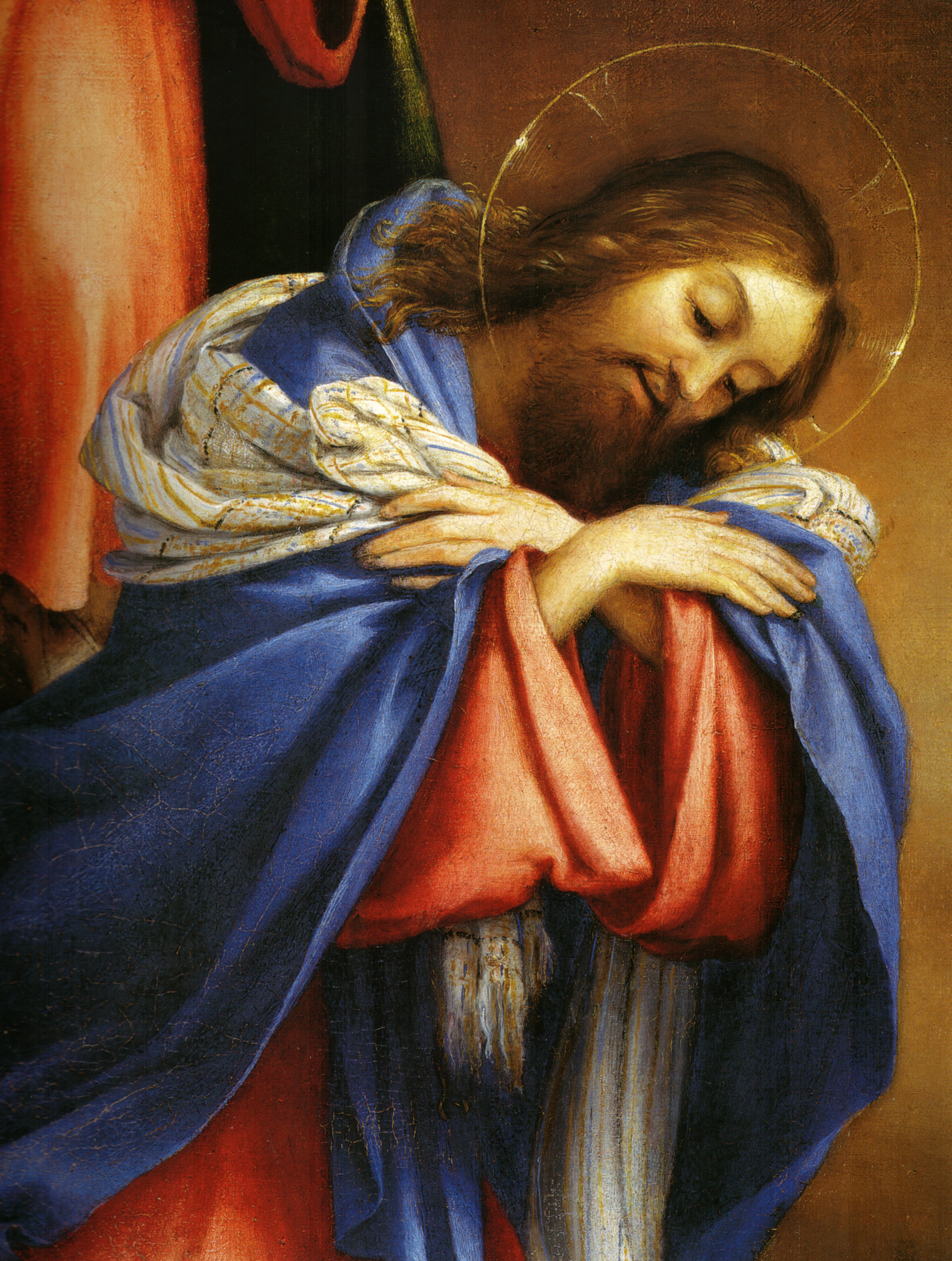
Dettaglio
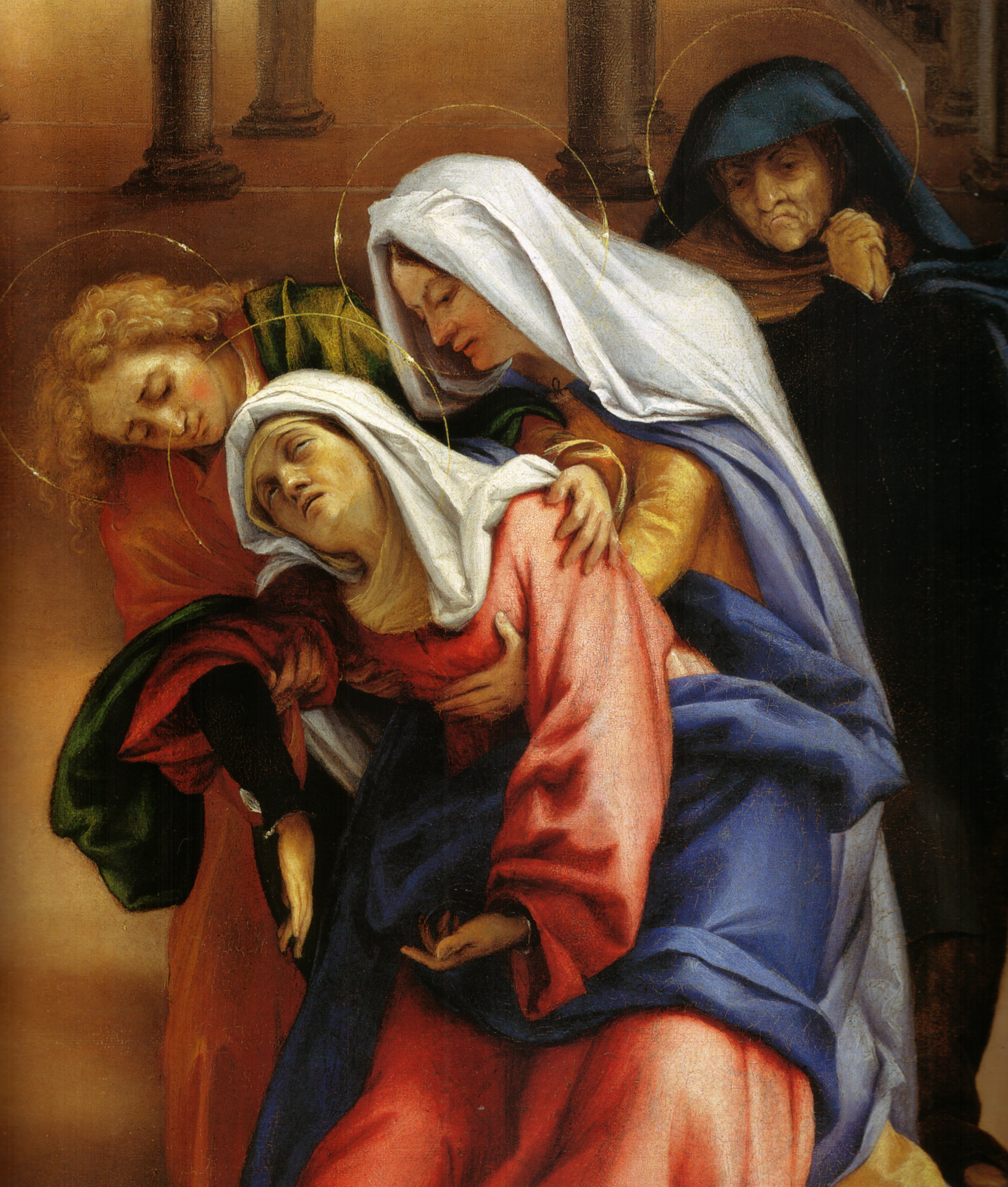
Dettaglio